# Vallis Planck
El Vallis Planck es un valle largo y lineal ubicado en el cara oculta de la Luna. Está orientado radialmente con respecto a la enorme cuenca del cráter Schrödinger, y probablemente se formó como consecuencia del impacto que generó el cráter.
Sus coordenadas selenográficas son 58.4 Sur y 126.1 Este, y tiene una longitud de 451 km.

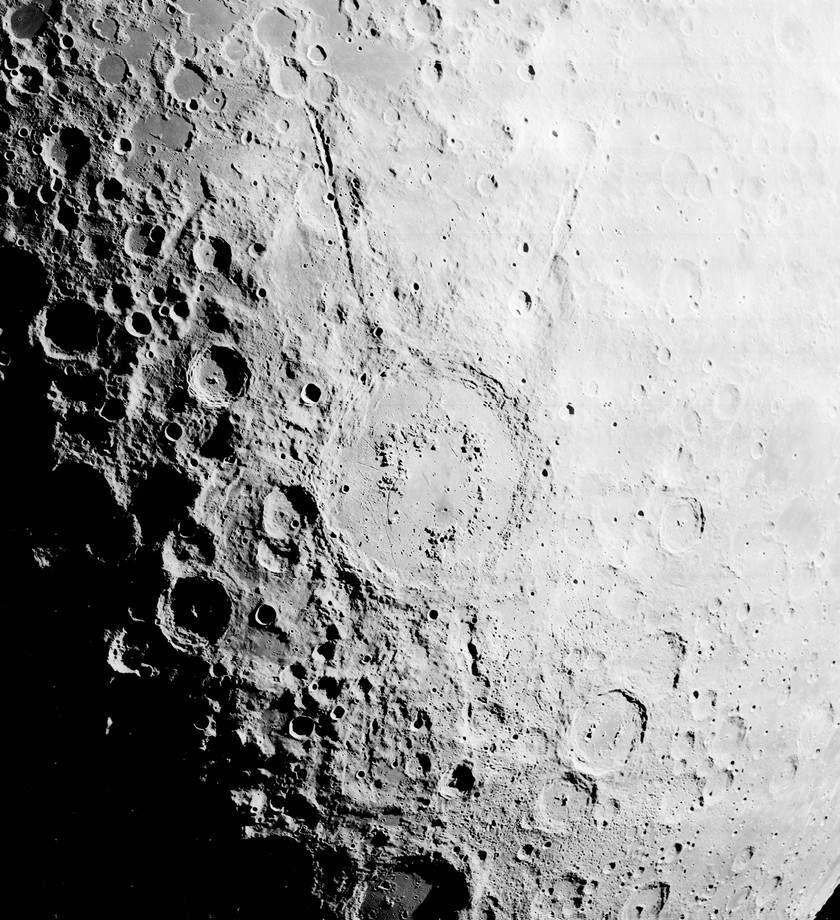
El cráter Schrödinger aparece en el centro, cerca del polo sur de la luna. Vallis Planck se extiende desde el centro del cráter hasta la parte superior derecha, y Vallis Schrödinger se dirige hacia la parte superior izquierda, pasando por el cráter Sikorsky. El polo sur está en la parte inferior izquierda, en la sombra.

Esta hendidura en la superficie cruza la parte oeste de la gran llanura amurallada del cráter Planck, del que toma el nombre que se le asignó en memoria del físico alemán Max Planck (1858-1947). El borde sur más cercano a Schrödinger comienza cerca de la muralla exterior nororiental del cráter Grotrian. Continúa hacia el norte-noroeste, donde sufre una interrupción al cruzar el cráter Fechner. El resto del valle se prolonga hasta el borde exterior noroeste de la llanura amurallada de Planck, y termina cerca del cráter Pikel'ner K.